# Speleonectes minnsi
Speleonectes minnsi är en kräftdjursart som beskrevs av Koenemann, Iliffe, van der Ham 2003. Speleonectes minnsi ingår i släktet Speleonectes och familjen Speleonectidae. Inga underarter finns listade i Catalogue of Life.